# César-díj a legjobb rendezőnek
A legjobb rendezőnek járó César-díjat (franciául César du meilleur réalisateur) a francia Filmművészeti és Filmtechnikai Akadémia 1976 óta ítéli oda. Átadása a „Césarok éjszakája” elnevezésű gálaünnepségen történik minden év február végén, március elején.
A megmérettetésben azok a filmrendezők vehetnek részt, akiknek filmjét az első körben jelölték a legjobb film kategóriában.
A végső szavazásra bocsátott jelöltek száma 1984-ig 4 fő, onnan 5 fő volt, kivéve az 1994-es és a 2000-es díjátadót, amikor – kivételesen – 6 főre lehetett szavazni. Az Akadémia közgyűlése 2011. december 19-én úgy döntött, hogy 2012-től az e kategóriában jelöltek számát az eddigi 5-ről 7-re emeli.

## Statisztika
Többszörösen díjazottak: 
- 5 alkalommal: Roman Polański (1980, 2003, 2011, 2014, 2020);
- 4 alkalommal: Jacques Audiard (2006, 2010, 2019, 2025),
- 2 alkalommal: Jean-Jacques Annaud (1982, 1989), Albert Dupontel (2018, 2021), Abdellatif Kechiche (2005, 2008), Dominik Moll (2001, 2023), Alain Resnais (1978, 1994), Claude Sautet (1993, 1996), Bertrand Tavernier (1976, 1997).

Többszörös jelöltek:
- 8 alkalommal: Jacques Audiard, Alain Resnais;
- 7 alkalommal: Claude Miller, Bertrand Tavernier, André Téchiné;
- 6 alkalommal: Luc Besson, François Ozon;
- 5 alkalommal: Bertrand Blier, Arnaud Desplechin, Patrice Leconte, Roman Polański.

A díj történetében két César-díjat nyert filmrendező kapta meg ugyanazon filmjéért az Oscar-díj a legjobb rendezőnek elismerést: Roman Polański A zongorista című filmdrámájáért a 75. Oscar-gálán (2003), valamint Michel Hazanavicius a The Artist – A némafilmes című alkotásáért a 84. Oscar-gálán (2012).

## Díjazottak és jelöltek
A díjazottak vastagítással vannak kiemelve.
Az évszám a díjosztó gála évét jelzi, amikor az előző évben forgalmazásra került film elismerésben részesült.

### 1970-es évek
| Év   | Díjazottak és jelöltek |
| ---- | --- |
| 1976 | - Bertrand Tavernier – Kezdődjék hát az ünnep! (Que la fête commence) - François Truffaut – Adèle H. története (L'histoire d'Adèle H.) - Robert Enrico – A bosszú (Le vieux fusil) - Jean-Paul Rappeneau – Vadember (Le sauvage) |
| 1977 | - Joseph Losey – Klein úr (Monsieur Klein) - André Téchiné – Barocco - Bertrand Tavernier – A bíró és a gyilkos (Le juge et l'assassin) - Claude Miller – Útkereső (La meilleure façon de marcher)                               |
| 1978 | - Alain Resnais – Gondviselés (Providence) - Pierre Schœndœrffer – Le Crabe-Tambour - Luis Buñuel – A vágy titokzatos tárgya (Cet obscur objet du désir) - Claude Miller – Dites-lui que je l’aime                               |
| 1979 | - Christian de Chalonge – A mások pénze (L'argent des autres) - Ariane Mnouchkine – Molière - Claude Sautet – Egyszerű eset (Une histoire simple) - Michel Deville – Az 51-es dosszié (Le dossier 51)                            |

### 1980-as évek
| Év   | Díjazottak és jelöltek |
| ---- | --- |
| 1980 | - Roman Polański – Egy tiszta nő (Tess) - Costa-Gavras – Női fény (Clair de femme) - Jacques Doillon – La drôlesse - Joseph Losey – Don Giovanni |
| 1981 | - François Truffaut – Az utolsó metró (Le dernier métro) - Jean-Luc Godard – Mentse, aki tudja (az életét) (Sauve qui peut (la vie)) - Alain Resnais – Amerikai nagybácsim (Mon oncle d'Amérique) - Claude Sautet – A rossz fiú (Un mauvais fils)                         |
| 1982 | - Jean-Jacques Annaud – A tűz háborúja (La guerre du feu) - Claude Miller – Őrizetbevétel (Garde à vue) - Pierre Granier-Deferre – Női ügyek (Une étrange affaire) - Bertrand Tavernier – Nagytakarítás (Coup de torchon)                                                 |
| 1983 | - Andrzej Wajda – Danton - Bob Swaim – A besúgó (La balance) - Jean-Luc Godard – Passiójáték (Passion) - Jacques Demy – Une chambre en ville |
| 1984 | - Ettore Scola – A bál (Le bal) - François Truffaut – Végre vasárnap (Vivement dimanche!) - Maurice Pialat – Szerelmeinkre (À nos amours) - Jean Becker – Gyilkos nyár (L'été meurtrier) - Claude Berri – Viszlát, Pantin! (Tchao Pantin)                                 |
| 1985 | - Claude Zidi – Zsaroló zsaruk (Les ripoux) - Francesco Rosi – Carmen - Alain Resnais – Halálos szerelem (L'amour à mor) - Éric Rohmer – Teliholdas éjszakák (Les nuits de la pleine lune) - Bertrand Tavernier – Vidéki vasárnap (Un dimanche à la campagne)             |
| 1986 | - Michel Deville – Nyakunkon a veszély (Péril en la demeure) - Claude Miller – A csitri (L'effrontée) - Agnès Varda – Sem fedél, sem törvény (Sans toit ni loi) - Luc Besson – Metró (Subway) - Coline Serreau – Három férfi, egy mózeskosár (Trois hommes et un couffin) |
| 1987 | - Alain Cavalier – Thérese története (Thérèse) - Jean-Jacques Beineix – Betty Blue (37°2 le matin) - Claude Berri – A Paradicsom... (Jean de Florette) - Alain Resnais – Melodráma (Mélo) - Bertrand Blier – Estélyi ruha (Tenue de soirée)                               |
| 1988 | - Louis Malle – Viszontlátásra, gyerekek! (Au revoir les enfants) - Jean-Loup Hubert – A nagy út (Le grand chemin) - Patrice Leconte – Tandem - Maurice Pialat – A Sátán árnyékában (Sous le soleil de Satan) - André Téchiné – Les innocents                             |
| 1989 | - Jean-Jacques Annaud – A medve (L’ours) - Michel Deville – Ártatlan gyönyör (La lectrice) - Claude Miller – A kis tolvajlány (La petite voleuse) - Luc Besson – A nagy kékség (Le grand bleu) - Claude Chabrol – Női ügyek (Une affaire de femmes)                       |

### 1990-es évek
| Év   | Díjazottak és jelöltek |
| ---- | --- |
| 1990 | - Bertrand Blier – Túl szép hozzád (Trop belle pour toi) - Bertrand Tavernier – Az élet és semmi más (La vie et rien d'autre) - Patrice Leconte – Monsieur Hire jegyessége (Monsieur Hire) - Alain Corneau – Indiai nocturne (Nocturne indien) - Miloš Forman – Valmont                                                                      |
| 1991 | - Jean-Paul Rappeneau – Cyrano de Bergerac - Luc Besson – Nikita - Claude Berri – Uranus - Jacques Doillon – A kis bűnöző (Le petit criminel) - Patrice Leconte – A fodrásznő férje (Le mari de la coiffeuse) |
| 1992 | - Alain Corneau – Minden áldott reggel (Tous les matins du monde) - André Téchiné – J'embrasse pas - Jacques Rivette – A szép bajkeverő (La belle noiseuse) - Bertrand Blier – Kösz, megvagyok (Merci la vie) - Maurice Pialat – Van Gogh |
| 1993 | - Claude Sautet – Dermedt szív (Un cour en hiver) - Régis Wargnier – Indokína (Indochine) - Bertrand Tavernier – L.627 - Christine Pascal – Pillangóval az ég felé (Le Petit Prince a dit) - Cyril Collard – Vad éjszakák (Les nuits fauves)                                                                                                 |
| 1994 | - Alain Resnais – Smoking/No Smoking - Claude Berri – Germinal - Jean-Marie Poiré – Jöttünk, láttunk, visszamennénk (Les visiteurs) - André Téchiné – Legkedvesebb évszakom (Ma saison préférée) - Krzysztof Kieślowski – Három szín: kék (Trois couleurs: Bleu) - Bertrand Blier – Ipi-apacs egy, kettő, három... (Un, deux, trois, soleil) |
| 1995 | - André Téchiné – Vad nád (Les roseaux sauvages) - Luc Besson – Léon, a profi (Léon) - Patrice Chéreau – Margó királyné (La Reine Margot) - Nicole Garcia – Apám életére (Le fils préféré) - Krzysztof Kieślowski – Három szín: piros (Trois couleurs: Rouge)                                                                                |
| 1996 | - Claude Sautet – Nelly és Arnaud úr (Nelly et Mr. Arnaud) - Claude Chabrol – A szertartás (La cérémonie) - Étienne Chatiliez – A boldogság a réten van (Le bonheur est dans le pré) - Mathieu Kassovitz – A gyűlölet (La haine) - Jean-Paul Rappeneau – Huszár a tetőn (Le hussard sur le toit)                                             |
| 1997 | - Patrice Leconte – Rizsporos intrikák (Ridicule) (megosztva) - Bertrand Tavernier – Conan kapitány (Capitaine Conan) (megosztva) - Jacques Audiard – Csinálj magadból hőst (Un héros très discret) - Cédric Klapisch – Családi ünnep (Un air de famille) - André Téchiné – Tolvajok (Les voleurs)                                           |
| 1998 | - Luc Besson – Az ötödik elem (Le cinquième élément) - Alain Corneau – A rokon (Le cousin) - Robert Guédiguian – Marius és Jeannette (Marius et Jeannette) - Alain Resnais – Megint a régi nóta (On connaît la chanson) - Manuel Poirier – Western                                                                                           |
| 1999 | - Patrice Chéreau – Aki szeret engem, vonatra ül (Ceux qui maiment prendront le train) - Nicole Garcia – A Vendôme tér asszonya (Place Vendôme) - Gérard Pirès – Taxi - Francis Veber – Dilisek vacsorája (Le dîner de cons) - Érick Zonca – Élet, amiről az angyalok álmodnak (La vie rêvée des anges)                                      |

### 2000-es évek
| Év   | Díjazottak és jelöltek |
| ---- | --- |
| 2000 | - Tonie Marshall – Vénusz Szépségszalon (Vénus beauté (Institut)) - Jean Becker – A lápvidék gyermekei (Les enfants du marais) - Luc Besson – Jeanne d’Arc – Az orléans-i szűz (Joan of Arc) - Michel Deville – Sachs betegsége (La maladie de Sachs) - Patrice Leconte – Lány a hídon (La fille sur le pont) - Régis Wargnier – Kelet–Nyugat (Est-Ouest) |
| 2001 | - Dominik Moll – Harry csak jót akar (Harry, un ami qui vous veut du bien) - Agnès Jaoui – Ízlés dolga (Le goût des autres) - Jean-Pierre Denis – Les blessures assassines - Mathieu Kassovitz – Bíbor folyók (Les rivières pourpres) - Patricia Mazuy – Saint-Cyr                                                                                        |
| 2002 | - Jean-Pierre Jeunet – Amélie csodálatos élete (Le fabuleux destin d'Amélie Poulain) - Jacques Audiard – A számat figyeld (Sur mes lèvres) - Patrice Chéreau – Intimitás (Intimité) - François Dupeyron – Tiszti szoba (La chambre des officiers) - François Ozon – Homok alatt (Sous le sable)                                                           |
| 2003 | - Roman Polański – A zongorista (Le pianiste) - Costa-Gavras – Ámen (Amen) - Cédric Klapisch – Lakótársat keresünk (L'auberge espagnole) - François Ozon – 8 nő (8 femmes) - Nicolas Philibert – Én, te, ő (Etre et avoir) |
| 2004 | - Denys Arcand – Barbárok a kapuk előtt (Les invasions barbares) - Lucas Belvaux – Trilógia - Csodás páros (Un couple épatant), Trilógia - Menekülés (Cavale) és Trilógia - Az élet után (Après la vie) - Claude Miller – A kis Lili (La petite Lili) - Jean-Paul Rappeneau – Bon voyage - Alain Resnais – Nem kell a csók (Pas sur la bouche)            |
| 2005 | - Abdellatif Kechiche – A kitérés (L'esquive) - Christophe Barratier – Kóristák (Les choristes) - Arnaud Desplechin – Ha te nem lennél (Rois et Reine) - Jean-Pierre Jeunet – Hosszú jegyesség (Un long dimanche de fiançailles) - Olivier Marchal – 36 – Harminchat (36 quai des Orfèvres)                                                               |
| 2006 | - Jacques Audiard – Halálos szívdobbanás (De battre mon cœur s’est arrêté) - Xavier Beauvois – A kis hadnagy (Le petit lieutenant) - Jean-Pierre és Luc Dardenne – A gyermek (L’enfant) - Michael Haneke – Rejtély (Caché) - Radu Mihaileanu – Élj és boldogulj! (Va, vis et deviens)                                                                     |
| 2007 | - Guillaume Canet – Senkinek egy szót se! (Ne le dis à personne) - Rachid Bouchareb – A dicsőség arcai (Indigènes) - Pascale Ferran – Lady Chatterley - Philippe Lioret – Köszönöm, jól vagyok (Je vais bien, ne t'en fais pas) - Alain Resnais – Szívek (Cœurs)                                                                                          |
| 2008 | - Abdellatif Kechiche – A kuszkusz titka (La graine et le mulet) - Olivier Dahan – Piaf (La Môme) - Claude Miller – Un secret - Julian Schnabel – Szkafander és pillangó (Le scaphandre et le papillon) - André Téchiné – Szemtanúk (Les témoins) |
| 2009 | - Jean-François Richet – Halálos közellenség – Public Enemy (Mesrine: L'instinct de mort) - Rémi Bezançon – Hátralévő életed első napja (Le premier jour du reste de ta vie) - Laurent Cantet – Az osztály (Entre les murs) - Arnaud Desplechin – Karácsonyi történet (Un conte de Noël) - Martin Provost – Séraphine                                     |

### 2010-es évek
| Év   | Díjazottak és jelöltek |
| ---- | --- |
| 2010 | - Jacques Audiard – A próféta (Un prophète) - Lucas Belvaux – Emberrablás (Rapt) - Xavier Giannoli – A l'origine - Philippe Lioret – Isten hozott! (Welcome) - Radu Mihăileanu – A koncert (Le concert) |
| 2011 | - Roman Polański – Szellemíró (The Ghost Writer) - Mathieu Amalric – Turné (Tournée) - Olivier Assayas – Carlos - Xavier Beauvois – Emberek és istenek (Des hommes et des dieux) - Bertrand Blier – A jégkockák zörgése (Le bruit des glaçons) |
| 2012 | - Michel Hazanavicius – The Artist – A némafilmes (The Artist) - Alain Cavalier – Pater - Valérie Donzelli – Szemünk fénye (La guerre est déclarée) - Aki Kaurismäki – Kikötői történet (Le Havre) - Maïwenn – Polisse - Pierre Schöller – Államérdekből (L’exercice de l’État) - Éric Toledano és Olivier Nakache – Életrevalók (Intouchables)                                                                                |
| 2013 | - Michael Haneke – Szerelem (Amour) - Jacques Audiard – Rozsda és csont (De rouille et d'os) - Stéphane Brizé – Quelques heures de printemps - Leos Carax – Holy Motors - Benoît Jacquot – Búcsú a királynémtól (Les adieux à la reine) - Noémie Lvovsky – Camille (Camille redouble) - François Ozon – A házban (Dans la maison)                                                                                              |
| 2014 | - Roman Polański – Vénusz bundában (La Vénus à la fourrure) - Albert Dupontel – 9 hónap letöltendő (9 mois ferme) - Guillaume Gallienne – Én, én és az anyám (Les garçons et Guillaume, à table !) - Alain Guiraudie – Idegen a tónál (L'inconnu du lac) - Arnaud Desplechin – Beszélgetések egy indiánnal (Jimmy P.) - Aszhar Farhadi – A múlt (Le passé) - Abdellatif Kechiche – Adèle élete – 1–2. fejezet (La vie d'Adèle) |
| 2015 | - Abderrahmane Sissako – Timbuktu - Céline Sciamma – Csajkor (Bande de filles) - Thomas Cailley – A küzdők (Les combattants) - Robin Campillo – Keleti fiúk (Eastern Boys) - Thomas Lilti – Hippokratész (Hippocrate) - Bertrand Bonello – Saint Laurent - Olivier Assayas – Sils Maria felhői (Clouds of Sils Maria) |
| 2016 | - Arnaud Desplechin – Fiatal éveim (Trois souvenirs de ma jeunesse) - Jacques Audiard – Dheepan – Egy menekült története (Dheepan) - Emmanuelle Bercot – Fel a fejjel (La tête haute) - Stéphane Brizé – Mennyit ér egy ember? (La loi du marché) - Deniz Gamze Ergüven – Mustang - Xavier Giannoli – Marguerite – A tökéletlen hang (Marguerite) - Maïwenn – Az én szerelmem (Mon roi)                                        |
| 2017 | - Xavier Dolan – Ez csak a világ vége (Juste la fin du monde) - Houda Benyamina – Divines - Bruno Dumont – A sors kegyeltjei... meg a többiek (Ma loute) - Anne Fontaine – Ártatlanok (Les innocentes) - Nicole Garcia – Mal de pierres - François Ozon – Frantz - Paul Verhoeven – Áldozat? (Elle) |
| 2018 | - Albert Dupontel – Viszontlátásra odafönt (Au revoir là-haut) - Robin Campillo – 120 dobbanás percenként (120 battements par minute) - Mathieu Amalric – Barbara (Barbara) - Julia Ducournau – Nyers (Grave) - Hubert Charuel – Petit paysan - Michel Hazanavicius – Le Redoutable - Éric Toledano és Olivier Nakache – Eszeveszett esküvő (Le sens de la fête)                                                               |
| 2019 | - Jacques Audiard – Testvérlövészek (Les Frères Sisters) - Emmanuel Finkiel – La douleur - Jeanne Herry – Pupille - Xavier Legrand – Láthatás (Jusqu'à la garde) - Gilles Lellouche – Szabadúszók (Le grand bain) - Alex Lutz – Guy - Pierre Salvadori – Csak a baj van veled! (En liberté !) |

### 2020-as évek
| Év   | Díjazottak és jelöltek |
| ---- | --- |
| 2020 | - Roman Polański – Tiszt és kém – A Dreyfus-ügy (J’accuse) - Nicolas Bedos – Boldog idők (La Belle Époque) - François Ozon – Isten kegyelméből (Grâce à Dieu) - Éric Toledano és Olivier Nakache – Különleges életek (Hors normes) - Ladj Ly – Nyomorultak (Les Misérables) - Céline Sciamma – Portré a lángoló fiatal lányról (Portrait de la jeune fille en feu) - Arnaud Desplechin – Kisváros, éjjel (Roubaix, une lumière) |
| 2021 | - Albert Dupontel – Elég a hülyékből (Adieu les cons) - Sébastien Lifshitz – Ha már fel kell nőni (Adolescentes) - Maïwenn – ADN - Emmanuel Mouret – Szerelmeink (Les Choses qu'on dit, les choses qu'on fait) - François Ozon – ’85 nyara (Été 85) |
| 2022 | - Leos Carax – Annette - Valérie Lemercier – Aline – A szerelem hangja (Aline) - Audrey Diwan – Esemény (L’événement) - Julia Ducournau – Titán (Titane) - Xavier Giannoli – Elveszett illúziók (Illusions perdues) - Arthur Harari – Onoda, 10 000 nuits dans la jungle - Cédric Jimenez – Marseille északi része (BAC Nord)                                                                                                   |
| 2023 | - Dominik Moll – Akkor éjjel (La nuit du 12) - Cédric Klapisch – Tánc az élet (En corps) - Louis Garrel – Családban marad (L’innocent) - Cédric Jimenez – Novembre - Albert Serra – Pacifiction (Pacifiction : Tourment sur les Îles) |
| 2024 | - Justine Triet – Egy zuhanás anatómiája (Anatomie d'une chute) - Catherine Breillat – L'Été dernier - Thomas Cailley – Állati királyság (Le Règne animal) - Jeanne Herry – Az arcuk mindig előttem lesz (Je verrai toujours vos visages) - Cédric Kahn – A Goldman ügy (Le Procès Goldman) |
| 2025 | - Jacques Audiard – Emilia Pérez - Matthieu Delaporte, Alexandre de la Patellière – Monte Cristo grófja (Le compte de Monte Cristo) - Alain Guiraudie – Misericordia (Miséricorde) - Gilles Lellouche – Dübörgő szívek (L'Amour ouf) - Boris Lojkine – L’Histoire de Souleymane |